# Baráth Katalin
Baráth Katalin (Magyarkanizsa, 1978. január 11. –) Zsoldos Péter-díjas magyar író, krimiíró, történész, reklámszövegíró.

## Élete
1978-ban született. Gyermekkorát Magyarkanizsán töltötte.
2003-ban diplomázott az Eötvös Loránd Tudományegyetem magyar és történelem szakjain. Történettudományi szakcikkei 2002 óta óta jelennek meg szakfolyóiratokban és tanulmánykötetekben.
2003 óta dolgozik kreatívként különböző reklámügynökségeknél.
Jelenlegi kiadója az Agave Könyvek.

## Regényei

### Krimi

#### Dávid Veron-sorozat

##### A fekete zongora (2010)
Az 1900-as évek elején az álmos Ókanizsán Dávid Veronika, az emancipált eladókisasszony saját romantikus regényét írja munkahelyén, a könyvesboltban, amikor a lábai elé zuhan a városka bolondja, Vili – egy késsel a hátában. Zsebében egy kitépett könyvlap, rajta egy Ady-vers: A fekete zongora.
A békés kisváros élete természetesen fenekestül felfordul, és a szerb rendőrkapitányból és a városi orvosból álló tapasztalatlan nyomozócsapatba bekönyörgi magát Veronika is, aki persze mindig mindent jobban és hamarabb tud, mint a hivatalos közegek. Az ügybe belekeveredik a plébános, a pincérlány, a kőművesmester, a rabbi, a kéjnő, az apáca és a zsidó kereskedő, sőt Veron még Szegedre is elutazik, ahol magát Ady Endrét hallgatja meg egy felolvasóesten, közben pedig a hullák egyre csak szaporodnak.

##### A türkizkék hegedű (2011)
Az 1910-es évek – kisvárosinak semmiképpen sem nevezhető – Budapestjén eltűnik egy árva kisfiú. Nincs semmi különös ebben, a pezsgő, élettel teli fővárosban mindennap történnek ennél különösebb dolgok is – csak éppen Dávid Veron ezt nem hagyja annyiban.
A Nő című feminista lap munkatársaként kívülről ismeri a várost, és barátnőjével, a tündöklő szépségű, csábos Marával együtt nyomozni kezd. A gyanú hamarosan egy ördögi alakra terelődik, egy bizonyos Szászi Barabásra, aki vallásos lózungokkal – és persze sármos külsejével – vonzza magához a gyermeket felkutatni kívánó nőket. Veron és Mara nyomozópárosához csatlakozik egy délceg, jóképű sírkőfaragó is (aki nem utolsósorban az eltűnt kisfiú nagybátyja), hogy hármasban kezdjék üldözőbe venni a velejéig gonosz Szászi Barabást. Balatonfüreden keresztül egészen Abbáziáig követik, ahol olyan titkos üzelmekre bukkannak, amely az egész Osztrák–Magyar Monarchia jövőjére katasztrofális és végzetes következményekkel járhat.

##### A borostyán hárfa (2012)
1912 karácsonya, Bácska: lakodalom készül Ókanizsa egyik köztiszteletben álló polgárának a házában. A nevezetes esemény alkalmából rejtélyes idegenek lepik el a Monarchia talán legálmosabb, legporosabb városkáját. Idegenek, akikről inkább csak sejteni lehet, igazából milyen szándékkal érkeztek, és hogy valóban idegenek-e.
Csakhamar bekövetkezik az első titokzatos haláleset. Ókanizsa, alig két évvel A fekete zongora hátborzongató gyilkosságai után újra felbolydul, és megindulnak a találgatások, vajon a tősgyökeres kisvárosiak vagy az újonnan érkezettek között kell-e keresni a tettest. A hullák pedig egyre csak szaporodnak.
Balszerencséjére Dávid Veron is hazaérkezik, hiszen a menyasszony a legjobb barátnője. A hajdani ókanizsai könyvesboltos kisasszony, jelenleg A Nő című pesti lap hajadon munkatársa a tőle megszokott amazoni hévvel, gátlások nélkül és túlburjánzó fantáziával veti magát az események közepébe. Cukrászdai szeánszokon, mozgóképszínházas vetítéseken és munkásgyűléseken megfordulva azonban olyan tudás birtokába jut, ami nemcsak a rendőrség, de régi barátai előtt is alapos gyanúba keveri őt.
- A fekete zongora. Krimi a Monarchia idejéből; Freund, Bp., 2009
- A fekete zongora. Krimi; Agave Könyvek, Bp., 2010
- A türkizkék hegedű. Krimi; Agave Könyvek, Bp., 2011
- A borostyán hárfa. Krimi; Agave Könyvek, Bp., 2012
- Az arany cimbalom; Agave Könyvek, Bp., 2014
- Arkangyal éjjel; Agave Könyvek, Bp., 2016

### Egyéb könyvei
- Ida és az aranygyapjú. Kalandozás a görög istenekkel; Konkrét Könyvek, Bp., 2003 (ifjúsági regény)
- Szinkron (összegyűjtött mesék és novellák, 2012)
- Afázia; Agave Könyvek, Bp., 2021 (sci-fi regény)
- A történetírás terhe. A magyar historiográfia rendhagyó története; Kijárat, Bp., 2021 (Compass)

## Díjak
- A Budapest Film forgatókönyvíró pályázata (2012)[3]
- Zsoldos Péter-díj (2022) [4]